# Fanambana

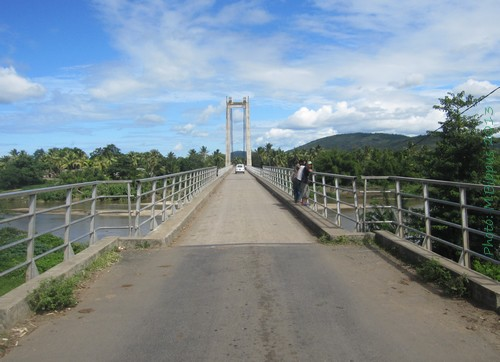
Podul Fanambana

Fanambana este o comună (în malgașă kaominina) în partea de nord a Madagascarului. Acesta aparține de districtul Vohemar, care face parte din Regiunea Sava.

## Geografie
Comuna este situată pe râul Fanambana și Route nationale 5a între Vohemar și Sambava.
Populația comunei era estimată la aproximativ 12.000 de locuitori la nivelul comunei la  recensământul din 2001.
Sunt disponibile învățământul secundar de nivel primar și junior. Majoritatea celor 84% din populația comunei sunt fermieri, în timp ce alți 10% își primesc mijloacele de subzistență din creșterea animalelor. Cele mai importante culturi sunt orezul și vanilia, în timp ce alte produse agricole importante includ cafeaua și fasolea. Serviciile asigură locuri de muncă pentru 1% din populație. În plus, pescuitul angajează 5% din populație.